# 쏭태우

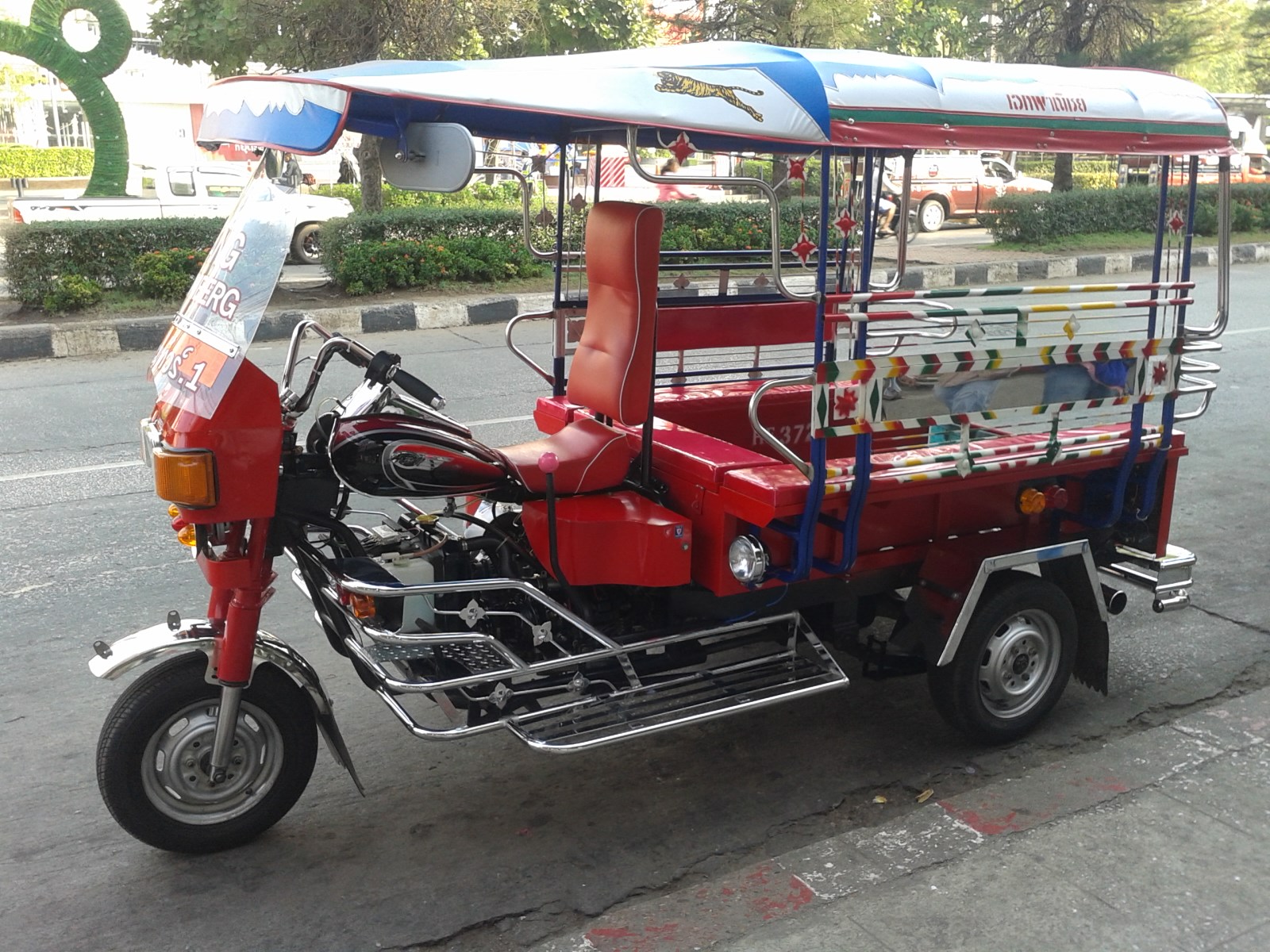

쏭태우(Songthaew, 태국어: سאאאאאותแถו, 의미: '2개의 줄', RTGS: songthaeo, [sɔ̌ːŋ.tʰɛ̌w]로 발음, 라오어: ສອງແຖວ, [sɔ̌ːŋ.tʰɛ́w]로 발음, 말레이어: dua baris)는 태국, 라오스의 승용차이다. 베트남, 캄보디아, 미얀마는 픽업 트럭이나 대형 트럭을 개조해 승합 택시나 버스로 활용하고 있다.

## 개요
'쏭태우'라는 이름은 트럭 뒤쪽 양쪽에 고정된 두 개의 벤치 좌석에서 따왔다. 일부 차량에서는 세 번째 벤치가 좌석 공간 중앙에 배치된다. 또한 차량 후면에 지붕이 장착되어 있으며, 비를 막기 위한 커튼과 플라스틱 시트를 부착할 수 있다. 일부 차량에는 차량 내에 서 있는 승객을 수용할 수 있을 만큼 높은 지붕이 있다. 보다 일반적으로 서있는 승객은 뒤쪽에 부착된 플랫폼을 차지한다.

## 같이 보기
- 태국의 교통
- 픽업 트럭
- 오토릭샤
- 지프니
- 승합 택시
- 마타투
- 승합 택시
- 마르시루트카
- 홍콩 미니버스